# Westzandemermolenpolder
De Westzandemermolenpolder is een voormalig waterschap (molenpolder) in de provincie Groningen. Het waterschap is genoemd naar de streek Westerzand.
Het waterschap lag ten oosten van Lutjegast, tussen het toenmalige Hoendiep (het tegenwoordige Van Starkenborghkanaal) en de Abel Tasmanweg/Westerzand. De oostgrens was de kade langs de westzijde van het Langs- of Wolddiep. De molen die het waterschap op peil hield, stond even ten westen van het gehucht Gaarkeuken. Het waterschap werd doorsneden door de Grootegastertocht, waar onderdoor een onderleider was gelegen, om de beide delen van het waterschap te verbinden.
Waterstaatkundig gezien ligt het gebied sinds 1995 binnen dat van het waterschap Noorderzijlvest.
Aan zuidzijde van de polder liggen aan weerszijden van de Grootegastertocht de Grootegastermolenpolder en de Sebaldebuurstermolenpolder.